# Bitwa pod Parczewem
Bitwa pod Parczewem – bój spotkaniowy stoczony w dniach 29-30 września 1939 roku pomiędzy maszerującymi w kierunku Kocka oddziałami Grupy Operacyjnej „Polesie”, a wojskami sowieckimi zajmującymi wschodnie ziemie polskie. Starcie zakończyło się polskim zwycięstwem.

## Podłoże
Po przełamaniu 10 września 1939 roku polskiej obrony na linii rzeki Narwi niemiecki XIX Korpus Pancerny gen. Guderiana ruszył na południowy wschód, zaś od linii rzeki San nacierał XXII Korpus Pancerny gen. von Kleista. Obie wielkie jednostki niemieckie zamierzały wziąć w kleszcze jednostki polskie na wschodzie kraju. Wobec realnego zagrożenia gen. Franciszek Kleeberg, organizujący właśnie w Brześciu Litewskim Samodzielną Grupę Operacyjną „Polesie”, otrzymał zadanie obrony Polesia na linii Brześć – Pińsk zabezpieczając od północy cofanie wojsk polskich na wschód.
Siły gen. Kleeberga były jednak ograniczone. Mógł obsadzić jedynie poszczególne punkty oporu, jak Brześć i Kobryń. Gdy w dniu 17 września wkroczyły do Polski wojska sowieckie, a Twierdza Brzeska skapitulowała pod naporem Niemców, gen. Kleeberg zaczął przemieszczać się w kierunku Kamienia Koszyrskiego i Włodawy z zamiarem przyjścia z pomocą broniącej się jeszcze Warszawie.
27 września, na wieść o kapitulacji stolicy, gen. Kleeberg podjął decyzję przebicia się w Góry Świętokrzyskie, w związku z czym skierował swe oddziały w kierunku Kocka.

## Bitwa
Do większych walk SGO „Polesie” z oddziałami Armii Czerwonej doszło w dniach 28 – 29 września w okolicach wsi Jabłoń. Informacje pochodzące z rozpoznania zarysowały dwa kierunki działania wojsk sowieckich: południowy na Chełm i Lublin oraz północny na Białą Podlaską i Siedlce.
Przed atakiem z południa Grupę zabezpieczała Dywizja Kawalerii „Zaza” i pododdziały Dywizji „Brzoza” (później również Grupa KOP). Natomiast ubezpieczenie kierunku północnego gen. Kleeberg powierzył Podlaskiej Brygadzie Kawalerii (PBK), która w razie ataku nieprzyjaciela miała współdziałać z Dywizją „Kobryń”. Po dotarciu do wyznaczonego obszaru wieś Jabłoń i szosę z Wisznic obsadził 9 psk z baterią „Zadora”, wieś Paszenki dywizjon KOP „Niewirków”, a wieś Dawidy 5 pułk Ułanów Zasławskich. 
W godzinach popołudniowych 28 września sowiecka broń pancerna i kawaleria zaatakowały posterunki 9 psk rozmieszczone na drodze do Wisznic. Pomimo zaskoczenia natarcie czerwonoarmistów załamało się pod ogniem karabinów maszynowych i dział baterii „Zadora”. Skuteczna obrona doprowadziła do zniszczenia 4 sowieckich czołgów. Intensywna wymiana ognia trwała całą noc, jednak czerwonoarmiści nie zdecydowali się powtórnie zaatakować.
Następnego dnia PBK około godziny 10 opuściła zajmowane pozycje kierując się w stronę Parczewa. Okolice wsi Jabłoń obsadzić miała Dywizja Piechoty „Kobryń”. W tym czasie wyszło silne uderzenie sowieckiej 143 Dywizji Strzeleckiej. Były to 635 i 487 pułki strzeleckie, które utrudniały 9 psk. wycofywanie się. Na drodze do Parczewa jego kolumna została zaatakowana pod Kostrami przez oddział kawalerii sowieckiej. 
Po południu kolumna czołowa Dywizji „Kobryń”, która dotarła do wsi Puchowa Góra, została zaskoczona atakiem oddziałów sowieckich wspieranych przez broń ciężką. Po wyparciu nieprzyjaciela ze wsi 82 pp. zajął pozycje obronne na skraju Puchowej Góry i lasku przy wzgórzu. Na stanowiska ogniowe zatoczono działa 75 mm (sprawne, choć bez przyrządów celowniczych) ustawiając je między zabudowaniami. Jednocześnie wysłano patrole w kierunku Jabłonia, które stwierdziły wzmożony ruch wojsk sowieckich na drogach. Po otrzymaniu pierwszych meldunków artyleria rozpoczęła ostrzeliwanie drogi na Jabłoń i zlokalizowanych pozycji nieprzyjaciela w obrębie wioski. Zgodnie z rozkazem gen. Kleeberga oddziały gen. Kmicica-Skrzyńskiego miały rozpoznać siły nieprzyjaciela i uderzyć przez Milanów, Dawidy lub Rudno na tyły 143 Dywizji Strzeleckiej. 
Dowódca 82 pp. ppłk Franciszek Targowski wyprowadził natarcie. Wzdłuż drogi Góra Puchowa – Jabłoń ruszył I batalion 82 pp., mając na lewym skrzydle batalion spieszonych marynarzy uderzający na północną część wsi. Nacierające baony spychały czerwonoarmistów w zabudowania Jabłonia, spomiędzy których wyjechało kilkanaście czołgów lekkich. Kontrnatarcie broni pancernej bardzo szybko załamało się w ogniu działek ppanc. i granatów ręcznych. Uciekający nieprzyjaciel pozostawiał w polu sprzęt, rannych i zabitych. W trakcie walk o wieś nad pozycję w Puchowej Górze nadleciał klucz samolotów sowieckich, które po zrzuceniu bomb skierowały się nad Jabłoń ostrzeliwując z broni pokładowej polskie oddziały nie wyrządzając jednak większych szkód. Godna podziwu była postawa i poziom wyszkolenia młodych artylerzystów obsługujących baterię dział 75 mm. Mimo braku przyrządów celowniczych obsługa skutecznie likwidowała wyznaczane cele, wydatnie wspomagając natarcie 82 pp.
Po zakończeniu walk zaczęło się porządkowanie szeregów i obliczanie strat. Równocześnie przystąpiono do przesłuchania 50 jeńców, których wzięto tego dnia. „Reakcja ich była niespodziewana. Jeńcy zaczęli błagać, aby ich nie odsyłać. Zaczęły się skargi na stosunki w kraju i w wojsku. Opowiadali o nędzy, o złym traktowaniu (...) zaczęli prosić, aby ich wcielić do polskich oddziałów. Przysięgali, że będą nam wierni i pójdą wszędzie z nami". Zaskoczony postawą czerwonoarmistów gen. Kleeberg wyraził zgodę na wcielenie ich w szeregi SGO „Polesie”. 
Około godziny 20 wyszło ostatnie silne natarcie piechoty nieprzyjaciela wspartej czołgami. Broń pancerna wdarła się w głąb polskich pozycji obronnych, nie wyrządzając większych strat. Pododdziały strzeleckie nie były w stanie wyprzeć z Jabłonia batalionów 82 pp. Natarcie sowieckie bardzo szybko załamało się umożliwiając przemieszczenie Dywizji „Kobryń” w okolicę lasów milanowskich.
Dywizja „Kobryń” po nocnym marszu zajęła następujące pozycje: 82 pp zablokował drogę z Cichostowa do Milanowa i z Parczewa w kierunku Wohynia, 83 pp zajął pozycję w lesie na południe od Kostrów, a wzmocnionymi czatami zamknął drogę na Parczew, 84 pp ześrodkowany w lasach milanowskich, przeciął tory kolejowe i drogę z Milanowa do Wierzbówki, kawaleria dywizyjna prowadziła rozpoznanie na Suchowolę i Wohyń, a samodzielny baon 79 pp pozostał na północ od lasów milanowskich obsadzając zabudowania folwarczne, ubezpieczając się we wsi Milanów i na stacji kolejowej.
Niedługo po osiągnięciu przez DP „Kobryń” wyznaczonego rejonu, nad Parczewem pojawiły się sowieckie samoloty, które wobec braku obrony przeciwlotniczej bezkarnie bombardowały miasto. W godzinach popołudniowych na przedpolu pozycji zajmowanych przez batalion 79 pp pojawiło się kawaleryjskie rozpoznanie nieprzyjaciela. Za rozpoznaniem nadciągnęły jednostki piechoty nacierając z kierunku Milanowa i Kostrów. Natarcie skutecznie zatrzymały polskie karabiny maszynowe. Wobec dużych strat czerwonoarmistów jeden z oficerów sowieckich zażądał rozmowy z polskim dowódcą. Tymczasem wojska polskie oskrzydlały przeciwnika: płk. Epler w rejon walk skierował dyspozycyjną kompanię ckm, a dowódca 83 pp ppłk Władysław Seweryn nakazał kompanii znajdującej się na prawym skrzydle wesprzeć mjr. Bartulę. W ten sposób pododdziały Dywizji „Kobryń” obeszły nieprzyjaciela.
Do rozmów polsko-sowieckich nie doszło; prawdopodobnie ów oficer został rażony wybuchem granatu. Poderwane do ataku pododdziały samodzielnego batalionu 79 pp przełamały szyki nieprzyjaciela, a kompania z 83 pp zaszła od tyłu próbujących kontratakować bolszewików. W krótkim czasie bitwa przerodziła się w rzeź czerwonoarmistów. Wycofujące się w nieładzie niedobitki ostrzeliwała bateria haubic 100 mm. Rezultat walki płk. Epler przedstawił słowami: „Dobre ponad sto trupów żołnierzy sowieckich zostało na polu walki. Przeszło 60 jeńców wziął 79 p. p. Ostatecznym łupem 79 i 83 p.p. było 11 c.k.m., 7 r.k.m., 1 zaprzężone działo, większą ilość broni ręcznej i 10 pełnych amunicji wozów". Jeńców sowieckich (podobnie jak pod Jabłoniem) wcielono na ich prośbę w szeregi Dywizji.
Bój pod Parczewem i Milanowem był jedynym spotkaniem z oddziałami sowieckimi, które już nie podejmowały prób atakowania Samodzielnej Grupy Operacyjnej „Polesie”.